# Morovići
Morovići ili Morovićki (lat. de Maroth; mađ. Maróthy, Maróti), ugarska plemićka obitelj iz velikaškog roda Gut-Keleda, koji svoje porijeklo vuku od njemačkih vitezova, koji su u razvijenom srednjem vijeku stigli u Ugarsko kraljevstvo. Porijeklom su iz Srijema, a matični posjed Morović im se nalazio u Vukovskoj županiji. Po njemu su prozvani potkraj 13. stoljeće. Utemeljitelj obitelji je bio Stjepan de Maroth, koji se spominje u izvorima između 1275. i 1298. godine. Njegov sin Mihovil de genere Gutkheld je dobio od kralja Andrije III. Arpadovića posjede u Vukovskoj županiji. Tu darovncu im je potvrdio i kralj Karlo I. Anžuvinac (1301. – 1342.), darujući im uz to pravo patronata nad samostanom Sv. križa u Srijemu.
U drugoj polovici 14. stoljeća isticali su se ugledom i bogatstvom na području Vukovske i Srijemske županije. Značajniji uspon ova obitelj doživljava u vrijeme Ivana Morovićkog, koji od kralja Žigmunda Luksemburškog (1387. – 1437.) dobiva mnogo posjeda, pa se za njegovo vrijeme rod širi i u Križevačku županiju, gdje dobiva posjed Velika, Povelicsje, Lonja, Micinovic, Lipovljani, Piljenice, te Banova Jaruga. Osim tih posjeda, držali su i mnoga druga diljem Slavonije. Ivan je obnašao dužnost mačvanskog bana, a kao vojskovođa je 1391. godine porazio osmansku vojsku kraj Manđelosa pri njihovoj prvoj provali u Srijem. Iste godine je njegov brat Petar Morovićki porazio Osmanlije u bitci kod Požege.
Svoj vrhunac doživljavaju za vrijeme Ladislava Morovićkog († 1447.), koji je obnašao dužnost mačvanskog bana (1441. – 1443.). Smrću njegova brata, mačvanskog bana Matije 1476. godine, izumrla je čitava muška loza ove obitelji.

## Vanjske poveznice
- Morovićki Hrvatska enciklopedija